# Académie des Sciences d’Outre-Mer

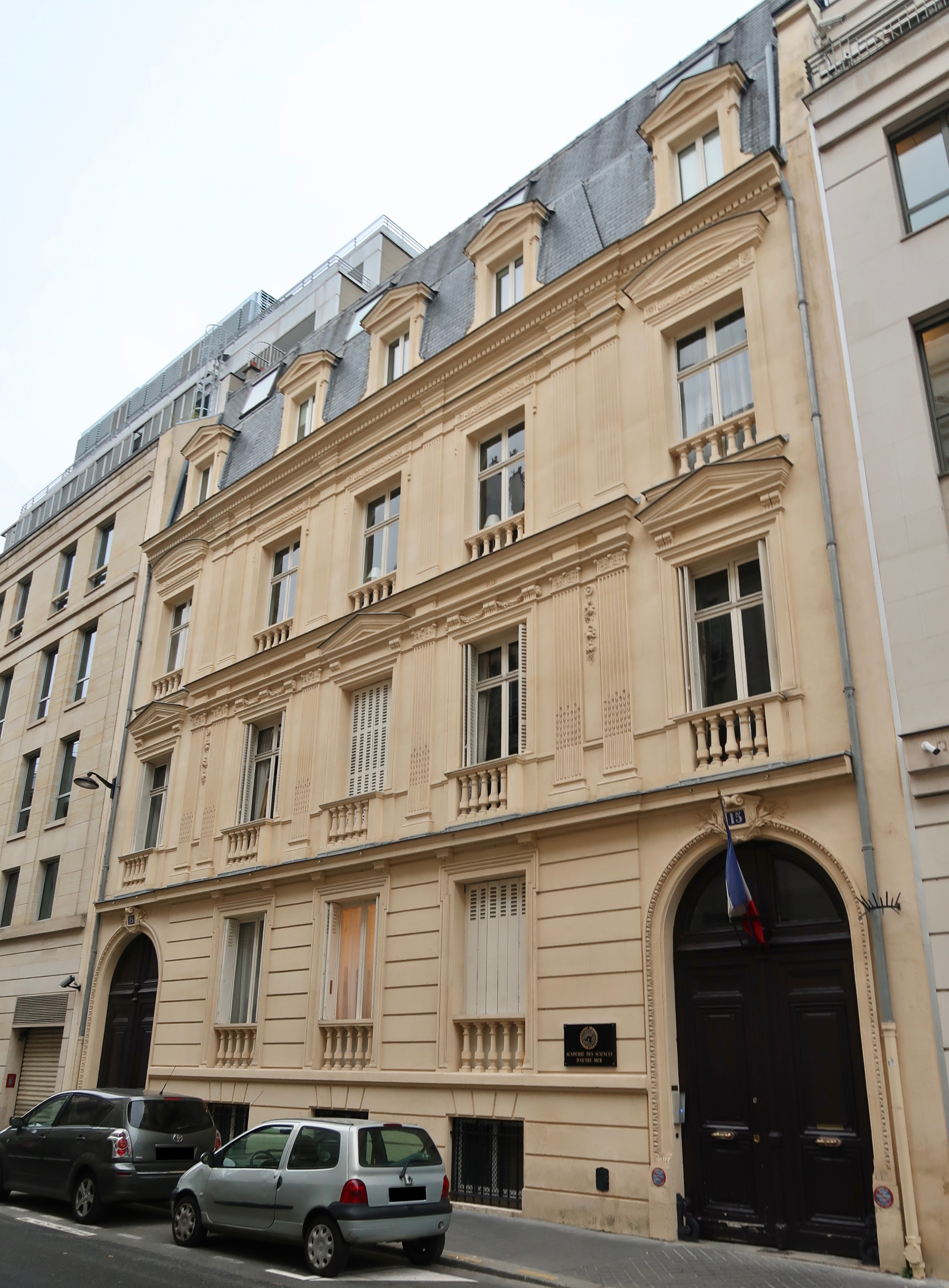
Académie des Sciences d’Outre-Mer

Die französische Académie des Sciences d’Outre-Mer (Akademie der Überseewissenschaften) ist eine 1922 gegründete Gelehrtengesellschaft, deren wichtigstes Betätigungsfeld in der Geographie und Geschichte von Afrika, Lateinamerika, Asien und Ozeanien liegt.
1922 von Paul Bourdarie mit dem Ziel gegründet, die spezifischen Probleme mit den Überseeländern zu untersuchen, trug sie zunächst dem Namen Académie des sciences coloniales (Akademie der Kolonialwissenschaften). Seit Juni 1957 trägt sie den Namen Académie des sciences d’Outre-Mer.
In ihrer Bibliothek befinden sich über 70.000 Werke, die wichtiges Quellenmaterial für die Kulturen der ehemaligen  Kolonien und Gebiete in Übersee liefern. Die Akademie vergibt auch Preise für wissenschaftliche Übersee-Studien.
Ihre Devise ist „Savoir, Comprendre, Respecter, Aimer“ (‚Wissen, verstehen, respektieren, lieben‘).

## Präsidenten (Auswahl)
- 1960: Raphaël Barquissau
- 2007: Gérard Conac
- 2008: Jaques Serre
- 2009: Edmond Jouve
- 2010: Roland Blanquer
- 2011–2012: Paul Blanc
- 2013: Jeanne-Marie Amat-Roze
- 2014: Pierre Saliou
- 2015: Bruno Delmas
- 2016: Philippe Bonnichon
- 2017: Yves Gazzo
- 2018: Denis Vialou
- 2019: Henri Marchal
- 2020: Jean-François Turenne
- 2021: Marc Aicardi de Saint-Paul
- 2022: Hubert Loiseleur des Longchamps
- 2023: Roland Pourtier

## Secrétaire perpétuel
- Robert Cornevin

## Ehemalige oder derzeitige Mitglieder
Ehemalige Staatschefs
- Albert Lebrun
- Gaston Doumergue
- Paul Doumer
- Félix Houphouët-Boigny
- Bảo Đại
- Léopold Sédar Senghor
- Albert I. (Belgien)
- Leopold III. (Belgien)
- Mário Soares
- Abdou Diouf
- Blaise Compaoré

Politiker
- Jacques Bardoux
- Pierre Messmer
- Albert Sarraut
- Edgar Faure
- René Pleven
- Jean-Jacques Juglas
- Gratien Candace
- Georges Leygues
- Jean Berthoin
- Jacques Soustelle
- Jean Letourneau
- Paul Devinat

Spitzenfunktionäre
- Jules Brévié
- Robert Delavignette
- Léon Pignon

Diplomaten
- Auguste Pavie
- Gabriel Hanotaux

Militärs
- Charles Mangin
- Louis Hubert Gonzalve Lyautey
- Joseph Joffre
- Louis Franchet d’Espèrey
- Alphonse Juin
- Jacques-Philippe Leclerc de Hauteclocque
- Henri Gouraud
- Maxime Weygand

Mitglieder anderer Institute
- Louis Marin
- Alain Decaux
- André Chevrillon
- Jean Leclant
- Arnaud d’Hauterives
- Jean Favier
- Yves Coppens
- Jean Dorst
- Théodore Monod
- Xavier Deniau
- Pierre Ichac (1901–1978)